# Courants descendants de flanc avant et arrière

Diagramme montrant la localisation des courants descendants de flanc avant (FFD) et arrière (RFD) vue du sommet d'un orage supercellulaire

Les courants descendants de flancs avant et arrière sont des caractéristiques associées aux cumulonimbus de type supercellulaire Il s'agit de deux zones où l'air des niveaux moyens et supérieurs de la troposphère descendent vers le sol sous l'effet de la poussée d'Archimède négative dans le nuage. Les deux courants peuvent donner des rafales descendantes violentes et sont associés avec le front de rafales à l'avant d'un tel orage. 
Le courant descendant du flanc arrière (RFD dans l'image) se trouve à la bordure arrière du nuage, là où de l'air frais et sec de l'environnement entre dans ce dernier. Comme il est près du courant ascendant (U) dans le nuage, il peut entrer en interaction avec celui-ci et donner une tornade. Le courant descendant avant (FFD) est associé avec les précipitations de l'orage et la goutte froide. 

## Formation

Morphologie d'une supercellule vue du sud-ouest vers le nord-est dans l'hémisphère nord.

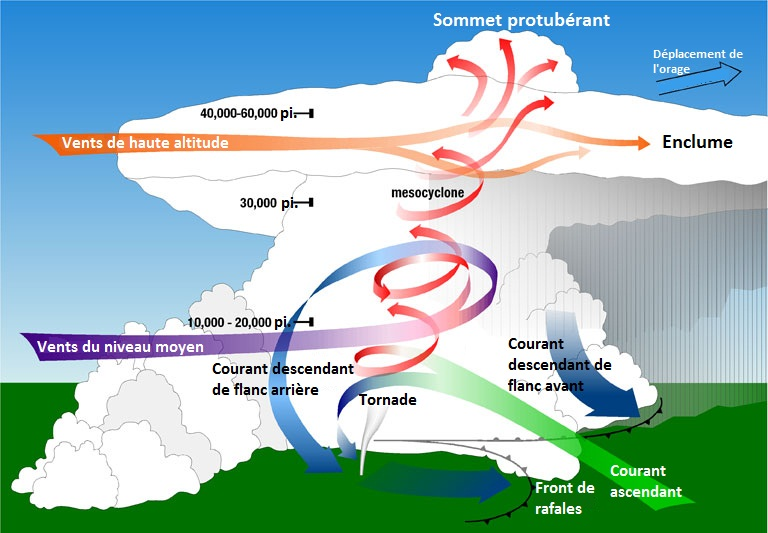
Vue en coupe montrant les mouvements de l'air dans la supercellule

Un cumulonimbus se forme quand de l'air chaud et humide à bas niveau de l'atmosphère est surplombé par de l'air plus frais et sec, soit par réchauffement près du sol ou par refroidissement en altitude. Dans les deux cas, l'air plus chaud et humide, donc moins dense, subit une poussée d'Archimède et s'élève. L'humidité dans ce courant ascendant finit par atteindre la saturation et forme le nuage puis les précipitations.
Dans un orage supercellulaire, l'énergie potentielle de convection disponible (EPCD) est très importante ce qui permet une très large extension verticale (jusqu'à plus de 15 km). Les vents changent aussi de direction et de force avec l’altitude ce qui fait que les précipitations générées par le courant ascendant retombent en aval de celui-ci. Finalement, les vents en altitude se « butent » sur le nuage et peuvent être entraînés dans celui-ci. Ceci donne des cellules orageuses indépendantes, en équilibre stable entre l’entrée et la sortie des courants qui leur permettent de vivre très longtemps. 

### Courant descendant de flanc arrière
Le courant descendant arrière provient de différentes sources à la bordure arrière du nuage. La première est l'air froid et sec de l'environnement qui entre dans le nuage en raison des vents qui se butent à la masse nuageuse. La seconde est l'évaporation des précipitations, comme la pluie ou la grêle, à la bordure qui refroidit l'air qui les entoure. La troisième est la différence de pression entre le sommet du nuage et sa base en amont du courant ascendant. En effet, ce dernier amène de la matière en altitude et donc il se crée un « vide » relatif de quelques hectopascals dans ce secteur.
En général la conjonction de ces facteurs se produit entre le sommet et le milieu du nuage, là où les vents sont plus forts et se butent à la plus grande masse du nuage plus chaud et humide que l'environnement. Le résultat est une zone d'air plus froid et dense que le nuage à ce niveau qui se met à descendre sous l'influence de la poussée d'Archimède et la différence de pression.
Cet air froid se réchauffe par compression adiabatique en descendant et son humidité relative diminue. Il assèche ainsi la bordure arrière du nuage et forme une éclaircie. Comme l'air en descente rencontre des vents qui ont une direction et une vitesse différente selon l'altitude, il est dévié, ce qui donne une forme de fer à cheval à cette éclaircie qui sera à la bordure du nuage-mur du courant ascendant. Le cisaillement des vents peut également le faire entrer en rotation le long de son axe de descente.
La température potentielle équivalente (θe) dans le courant descendant de flanc arrière est plus froide qu'à la surface ce qui veut dire que la rencontre au sol entre les deux masses d'air est équivalent à un front froid très localisé. 

### Courant descendant de flanc avant
Le courant descendant avant est associé avec la descente principale des précipitations dans l'orage (pluie ou grêle). En effet, ces dernières sont formées en altitude sous le courant ascendant mais les vents les déplacent ensuite en aval. Comme elles ne sont plus supportées par un mouvement ascensionnel, elles redescendent et poussent l'air des niveaux élevés du nuage à descendre avec elles. Cet air se réchauffe aussi en descendant ce qui évapore une partie des précipitations et aide à accélérer le courant descendant en formant une goutte froide. 
Malgré tout, cet air partant d'un niveau plus élevé que le courant descendant arrière est plus froid que ce dernier une fois arrivé à la surface. La rencontre avec l'air ambiant forme donc un front chaud le long de la zone de pluie. Lorsqu'il s'étend en éventail en aval du cumulonimbus, le courant descendant crée un soulèvement d'air qui génère un nuage de type arcus.

## Tornade et courant descendant arrière

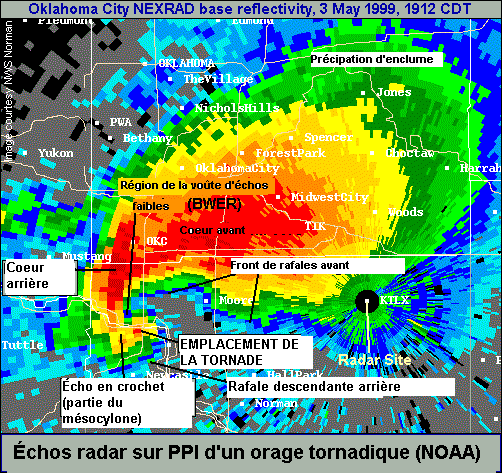
Écho en crochet en bas à droit de l'image lors de la tornade F5 à Oklahoma City le 3 mai 1999. On y montre la position des courants descendants

Le courant ascendant peut être en rotation et former un mésocyclone. Le courant descendant arrière ayant aussi une rotation et se trouvant très proche, les deux peuvent entrer en interaction et donner une tornade. Les observations des signatures tornadique de rotation près du sol observés par radar météorologique montre que l'inclinaison du tourbillon dans le courant descendant du flanc arrière est importante dans le processus. Durant le développement de la tornade supercellulaire, l'air entrant dans celle-ci semble passer régulièrement dans l'éclaircie, visible sur un radar par une forme caractéristique d'écho en crochet.
Dès 1975, le chercheur américain Tetsuya Théodore Fujita émit l'hypothèse de la « recirculation » d'air où le courant descendant arrière serait absorbé dans la rotation du courant ascendant, augmentant la convergence sur la portion arrière d'une tornade en développement. Ensuite, le transport de moment angulaire vers le bas par les précipitations créerait une accélération tangentielle pour augmenter la vitesse de rotation en une boucle rétroactive . Les recherches subséquentes ont affiné ce concept et le rôle du courant descendant peut être résumé par, :
1. Aide à transformer le tourbillon horizontal du courant ascendant en tourbillon vertical en augmentant son inclinaison ;
2. Transporte de l'air en rotation des niveaux moyens de l'atmosphère vers la surface ;
3. Augmente la convergence et le tourbillon de surface sous le courant ascendant en l'étirant (un peu comme un patineur augmentant sa rotation en ramenant ses bras vers lui).